# Dukuhlor
Dukuhlor is een bestuurslaag in het regentschap Kuningan van de provincie West-Java, Indonesië. Dukuhlor telt 1923 inwoners (volkstelling 2010).